# Die weißblaue Drehorgel (Hörfunksendung)
Die weißblaue Drehorgel war eine populäre, wöchentlich am Samstagabend ausgestrahlte Hörfunksendung des Bayerischen Rundfunks aus den 1950er Jahren.
In der Radioshow, wie man sie heute bezeichnen würde, traten Volksschauspieler wie Beppo Brem, Gustl Bayrhammer, Elfie Pertramer, Kathi Prechtl, Bally Prell und Erni Singerl live in verschiedenen Städten und Theatern auf und bestritten ein Programm ähnlich dem der späteren im öffentlich-rechtlichen Fernsehen gezeigten großen Samstagabend-Unterhaltungssendungen.
Verantwortlich für die Sendung, die in Spielen das Publikum einbezog, war der Kabarettist und Leiter der Abteilung Unterhaltung beim Bayerischen Rundfunk Olf Fischer (1917–1998). Autor und Conferencier war der über die bayrischen Landesgrenzen hinaus populäre Dr. Emil Vierlinger (1909–1984). Als „Chor“ mit teils kommentierender Funktion sang das Quartett „Erika Blumberger und die Isarspatzen“.

## Nachweise
1. ↑   vgl. volkssaengerei.deBunte Abende: Die Weißblaue Drehorgel (Beginn 1952)
2. ↑   Die „Isarspatzen“ waren Klaus Netzle, Franz Messner und Fritz Westermeyer.

Franz Messner und Fritz Westermeyer traten nebenbei unter dem Namen „Messner-Duo“ als Begleitsänger anderer Interpreten auf dem „Starlet“-Label in Erscheinung, unter anderem bei Tim Olaf und Heinz Sagner. Einige dieser Starlet-Aufnahmen wurden auch auf dem „Hallo“-Label veröffentlicht.

Erika Blumberger machte auch Soloaufnahmen auf dem „Tempo“-Label.

## Weitere Bedeutungen
- Die weissblaue Drehorgel heißt ein Buch von Klaus Netzle mit Texten von und über Ludwig Thoma sowie über bayerische Volkssänger und Volksschauspieler von gestern und heute. Es erschien 1957 im Komet-Verlag.
- In München wurde Anfang der 1930er-Jahre eine Kabarett-Gruppe gegründet, die sich Die Weißblaue Drehorgel nannte und bis zum Beginn des Zweiten Weltkrieges bestand. Aller Wahrscheinlichkeit nach nahm die Hörfunksendung mit ihrem Titel auf diese Gruppe Bezug. Prominentes Mitglied war unter anderen Susi Nicoletti.
- Die weissblaue Drehorgel. Boarische Hexamta ausm Griechischen, üwasetzt von Otto Kuen ist das Buch des Altphilologen Otto Kuen, erschienen 1987; 80997 München-Hartmannshofen: Verlag Kuckuck & Straps (des Verlegers und Malers Fritz Gebhardt alias Eugen Oker, 1919–2006). Durch die gleichnamige Sendung des Bayerischen Rundfunks (Hörfunk) konnte eine Auflage von 1000 Ex. schnell verkauft werden (Telefonat der Verleger-Witwe Maria Gebhardt mit Dr. Nora Wiedenmann vom 8. Juli 2014).